# 今井館

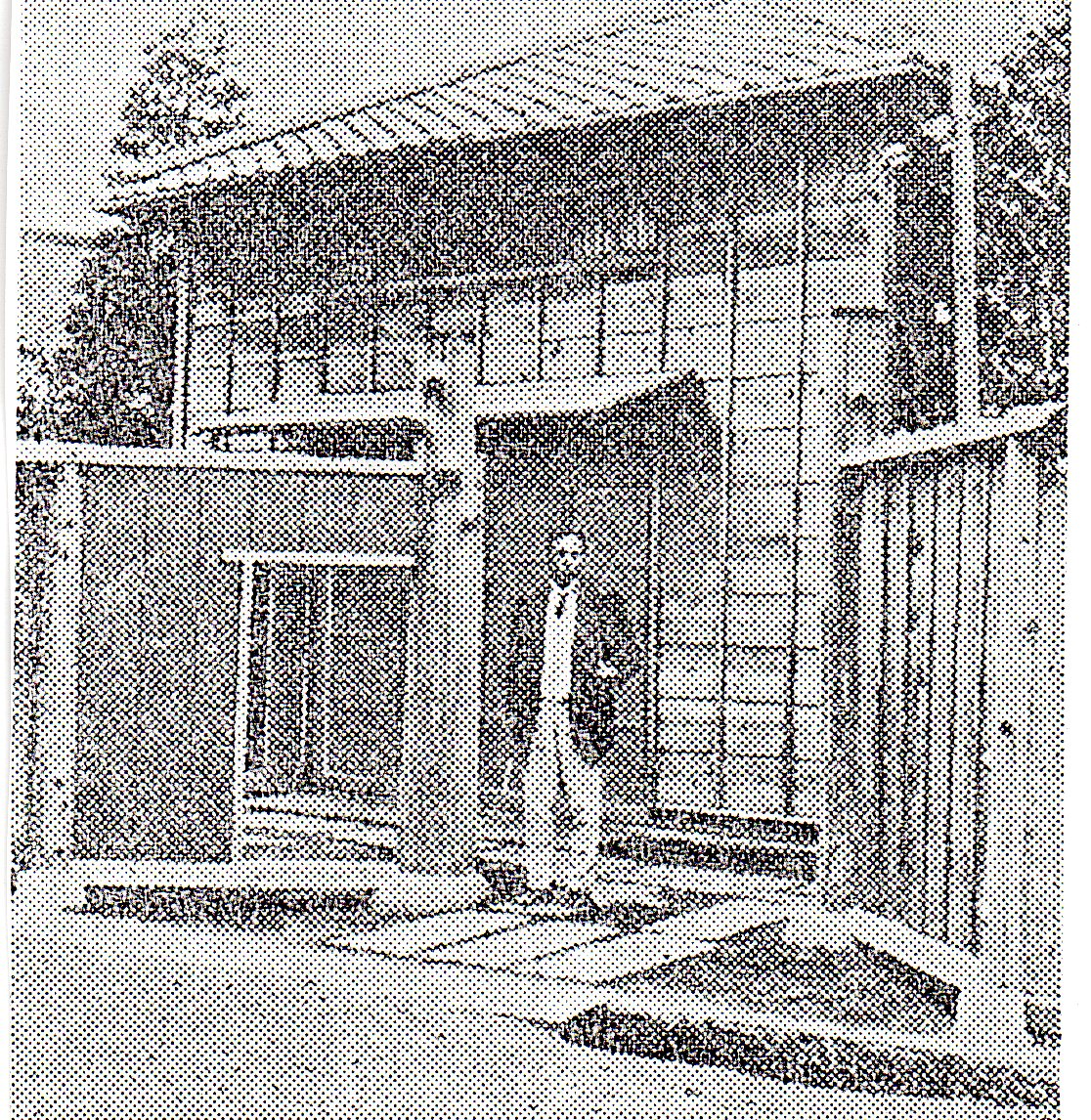
今井館の前に立つ内村鑑三

今井館（いまいかん）は、無教会主義の内村鑑三の活動の拠点になった聖書講義のための講堂である。

## 歴史
大阪の香料商人であった今井樟太郎は日本組合基督教会天満教会の信者であった。内村鑑三が主筆を務めていた『東京独立雑誌』を愛読していた。1900年に廃刊されたときは同情の手紙を送った。1900年秋に内村が京都で講演をした時に、今井は初めて内村の講演を聴いて、事業不振で苦境にあった今井は励ましを受けて、事業が好転する。しかし、1906年に今井は急死する。

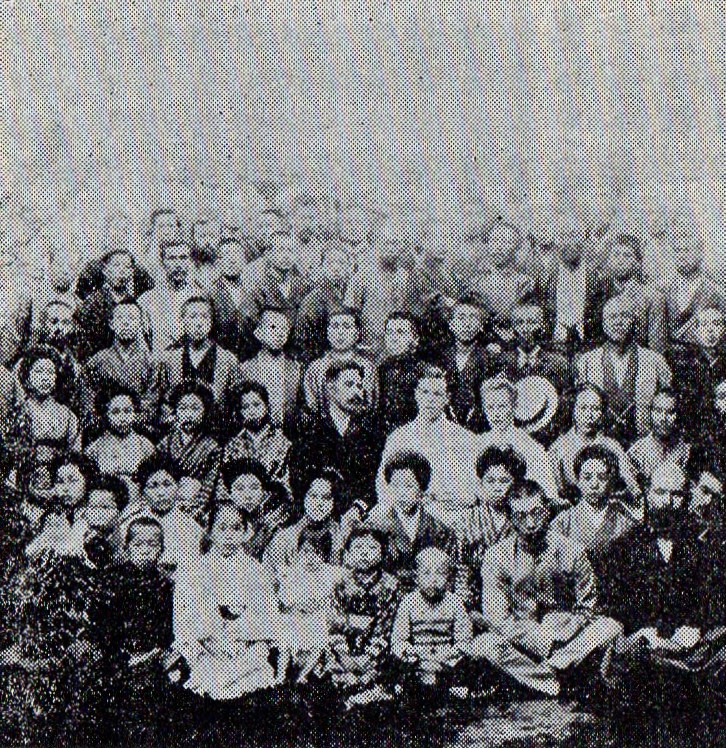
『聖書之研究』第百号記念感謝会と今井館開所式(1908年6月)

内村鑑三は亡き今井のために、墓碑銘を書いた。1907年、天満教会で開かれた記念会に出席し、「友好の秘儀」と題した講演をした。これがきっかけで、今井の未亡人ノブ（信子）から内村のために1000円の寄付が送られた。この寄付金を元に、内村は東京府豊多摩郡淀橋町柏木（現東京都新宿区）の自邸に聖書講義のための会場を建設した。建物は1907年末に完成して、今井館と呼ばれるようになった。内部は8畳と6畳の2間になっていた。
今井館により角筈聖書研究会にも余裕が生じて、1908年からは『聖書之研究』の1年以上の購読者には出席が認められるようになった。
『聖書之研究』第100号を迎えた1908年6月に、その記念を兼ねて今井館の開所式を行った。以降、内村の無教会の拠点として重要な施設になった。
内村鑑三の死後、無教会第二世代のあいだで今井館の処遇をめぐる議論が紛糾し、“柏木のごたごた”と呼ばれる状況に陥った。生前の内村が今井館を譲るつもりであった塚本虎二は、彼と断交を宣告していた。文書伝道の後継者と目されていた畔上賢造もまた、塚本と同時期に内村から離れていた。今井館で聖書集会を開催しようとした石原兵永に対しては、畔上をはじめとする全国の無教会関係者から中止を求める声が相次ぎ、短期間で集会を取りやめる事態となった。この間の議論の背景には、教会堂を持たないはずの無教会がどうして聖書講堂を持つのか、という根本的な問いかけが伏在している、とも言える。
自由が丘の地に遺された今井館の聖書集会の拠点としての機能は、その後、矢内原忠雄の聖書講義が行われたことによる。その矢内原もまた、「この会堂が今井館の名を継いだが今井館そのものでないと同じように、私も今井館の相続人でもなし、番人でもなし、貸していただいているだけの関係である」と強調している。現在、今井館教友会という名称の組織が聖書講堂と資料館の維持・管理にあたっているが、これは内村鑑三が生前に創始した教友会（1917年頃まで存続、内村が再臨運動に関わった時期に柏木兄弟団へ発展解消）と直接つながるものではなく、上述の経緯により、第二世代の時期に断絶が生じている。
2001年には、NPO法人として今井館教友会が登記された。
2020年末、自由が丘の地に遺されていた今井館聖書講堂・資料館は、新築移転のために解体された。